# You Kill Me
Pour plus de détails, voir Fiche technique et Distribution.
You Kill Me est une comédie noire américaine réalisée par John Dahl et sortie en 2007.
Le film a été présenté en avant-première française au festival de Cannes 2007.

## Synopsis
Frank Falenczyk est homme de main au service de la mafia polonaise à Buffalo. Sa dépendance à l'alcool a plusieurs fois mis en péril l’exécution de ses « contrats ». Lorsqu’il s’endort alors qu’il doit abattre un témoin clé, compromettant ainsi gravement l’avenir de l’organisation, son oncle Roman Krzeminski l’envoie à San Francisco en punition. Il trouve faute de mieux un emploi dans une morgue et s’inscrit aux Alcooliques Anonymes, condition pour réintégrer la famille. Il explique à l’assistance que son alcoolisme affecte sa vie professionnelle, annonçant que son métier consiste à tuer des gens. Il tombe amoureux de Laurel Pearson, une jeune femme désinhibée qu’il a rencontrée aux pompes funèbres et à qui il a avoué son dilemme.
Pendant ce temps, les choses tournent mal à Buffalo à cause de la mafia irlandaise désireuse de s’approprier les trafics des Polonais. Frank retourne sur place pour régler les problèmes, avec le soutien inattendu de Laurel.

## Fiche technique
- Titre original : You Kill Me
- Réalisation : John Dahl
- Scénario : Christopher Markus et Stephen McFeely
- Musique : Marcelo Zarvos (en)
- Photographie : Jeffrey Jur
- Montage : Scott Chestnut
- Production : Téa Leoni et Jonathan Dana
- Sociétés de production : Bipolar Pictures
- Distribution : IFC Films (États-Unis), Metropolitan Filmexport (France)
- Pays de production :  États-Unis
- Durée : 93 minutes
- Dates de sortie[1] :
  - États-Unis : 22 juin 2007
  - France : 25 juillet 2007

## Distribution
- Ben Kingsley (VF : Jean Lescot) : Frank Falenczyk
- Téa Leoni (VF : Hélène Bizot) : Laurel Pearson
- Luke Wilson (VF : Pierre Tessier) : Tom
- Bill Pullman (VF : Bernard Métraux) : Dave
- Dennis Farina (VF : Michel Fortin) : Edward O'Leary
- Philip Baker Hall (VF : Marc Cassot) : Roman Krzeminski
- Marcus Thomas (VF : Boris Rehlinger) : Stef Krzeminski
- Scott Heindl : James Doyle
- Alison Sealy-Smith : Doris Rainford
- Aron Tager (VF : Philippe Ariotti) : Walter Fitzgerald
- Jayne Eastwood : Kathleen Fitzgerald
- Micheline Marchildon (VF : Barbara Villesange) : Emily
- Lorraine James (VF : Laura Zichy) : Brenda
- Omar Alex Khan (VF : Philippe Valmont) : Juan

 Source et légende : version française (VF) sur RS Doublage et selon le carton du doublage français sur le DVD zone 2.

## Bande originale
- Vengo! Vengo! interprété par DeVotchKa
- Yesterday’s Mistake interprété par Roscoe Shelton
- Requiem for Bowling Shoes interprété par Robert Miles Kane
- My Drag interprété par Squirrel Nut Zippers
- Hello My Name Is Frank interprété par The Wally Cocks
- Long Celtic Candy interprété par William Kevin Anderson
- Lonesome Town interprété par Ricky Nelson
- Everybody’s Here interprété par Brax Cutchin
- My Happy Day interprété par Geraint Watkins
- If You Know Love interprété par Molly Johnson

## Distinctions
Récompenses
- You Kill Me a remporté le PRISM Award en 2008

Nominations
- Ben Kingsley a été nommé pour le Satellite Award du meilleur acteur dans une comédie (2007) et pour le Prism Award (2008)